# Scorpiops zhui
Espèce
Scorpiops zhui est une espèce de scorpions de la famille des Scorpiopidae.

## Distribution
Cette espèce est endémique de Chongqing en Chine. Elle se rencontre dans les xian de Wuxi et de Wushan.

## Systématique et taxinomie
Cette espèce a été décrite par Lv, Lourenço et Di en 2023.

## Étymologie
Cette espèce est nommée en l'honneur de Ming-sheng Zhu.

## Publication originale
- Lv, Lourenço & Di, 2023 : « Scorpiops zhui sp. n., a new species of Scorpiops Peters, 1861 from Chongqing, China (Scorpiones: Scorpiopidae). » Zootaxa, no 5257(1), p. 40-48.